# Ардон (бриг, 1838)
«Ардон» — бриг Каспийской флотилии России, второй из двух бригов типа «Мангишлак». Находился в составе флота с 1838 по 1858 год. Во время службы принимал участие в плаваниях в акватории Каспийского моря, использовался для крейсерских плаваний и несения брандвахтенной службы. По окончании службы был переоборудован в блокшив.

## Описание судна
Парусный бриг с деревянным корпусом, один из двух бригов типа «Мангишлак». Длина брига по сведениям из различных источников составляла от 23,16 до 23,2 метра, ширина от 7,39 до 7,4 метра, а осадка 3,3 метра. Вооружение судна состояло из восьми орудий.

## История службы
Бриг «Ардон» был заложен на стапеле Астраханского адмиралтейства 21 июля (2 августа) 1837 года и после спуска на воду 16 (28) апреля 1838 года вошёл в состав Каспийской флотилии. Строительство вёл кораблестроитель С. Н. Неверов.
В навигацию с 1838 по 1844 год совершал плавания между портами Каспийского моря, выходил в крейсерство к берегам Персии и Туркмении, а также нёс брандвахту посты у острова Сара и в Баку.
В 1845 году подвергся тимберовке в Астрахани.
В кампании с 1846 по 1857 год вновь выходил в плавания между портами Каспийского моря, крейсерство к персидским и туркменским берегам, а также использовался для несения брандвахтенной службы у острова Сара и в Баку.
По окончании службы в 1858 году бриг «Ардон» был переоборудован в блокшив.

## Командиры брига
Командирами брига «Ардон» в составе Российского императорского флота в разное время служили:
- П. П. Дорохов (1838 год);
- М. М. Большев (1839—1841 годы);
- З. Е. Степанов (1842 год);
- М. П. Комаровский (1843—1844 годы).

### Комментарии
1. ↑  Второй бриг носил имя «Мангишлак»[1].
2. ↑  76 футов[2].
3. ↑  24 фута 3 дюйма[2].
4. ↑  10 футов 10 дюймов[2].